# Tom Ellis
Pour les articles homonymes, voir Ellis.
Thomas Ellis, dit Tom Ellis, né le 17 novembre 1978 à Cardiff, au pays de Galles, est un acteur et chanteur britannique.
Il est surtout connu pour son rôle de Lucifer Morningstar dans la série à succès Lucifer entre 2016 et 2021, de Gary Preston dans la série télévisée Miranda entre 2009 et 2015, ainsi que pour son rôle du Dr William Rush dans la série Rush.

## Biographie
Thomas John Ellis est né à Cardiff. Il est le fils de Marilyn Jean (Hooper), professeure de musique et du pasteur Christopher John Ellis. Il a une sœur jumelle Lucy Hawkins et est le frère de Naomi Moody et Annwen Stone.
Il a étudié à High Storrs School à Sheffield et a joué du cor d'harmonie dans l'orchestre des jeunes de la ville de Sheffield.

### Carrière
Tom Ellis commence sa carrière à la télévision en 2000 avec la série Kiss Me Kate. Il commence l'année suivante au cinéma dans les films Buffalo Soldiers et Rouge à lèvres et arme à feu, il joue également dans la mini-série Jack et le Haricot magique.
Entre 2002 et 2005, il enchaîne les rôles dans les séries et téléfilms comme : Wild West, Holby City, Messiah III : Révélation, Doctors.
En 2006, il obtient un rôle récurrent dans une série, celui du Dr Oliver Cousins dans le soap opera EastEnders également dans la série Les Flingueuses.
En 2008, il est présent uniquement à la télévision dans Scotland Yard, crimes sur la Tamise, Harley Street et Merlin
En 2010, il obtient un rôle pendant quelques épisodes dans Merlin, il est également présent dans un épisode d'Accused.
En 2012, il apparaît dans un épisode d'Affaires non classées et également Once Upon a Time pour la première apparition du personnage de Robin des Bois.
En 2014, il joue dans Rush qui se retrouve annulée après une courte saison et il est présent dans le téléfilm Under Milk Wood.
Depuis 2015, il joue dans deux épisodes de Queen America et prête sa voix lors d'un épisode des Griffin. La même année, il incarne le personnage éponyme de la série télévisée Lucifer, aux côtés de Lauren German. Quand elle est annulée en 2018 par FOX, Tom Ellis annonce la nouvelle sur Twitter,; les lucifans (surnom donné aux fans de la série) lancent alors une campagne pour redémarrer la série avec les hashtags #saveluciferet #pickuplucifer (« sauvez Lucifer »), que Tom Ellis relaie via des interviews. La série est sauvée peu de temps après par Netflix,.
En 2019, il fait son retour au cinéma dans le film Netflix : Isn't It Romantic avec Rebel Wilson, Liam Hemsworth, Priyanka Chopra et Adam DeVine.
Il fait une apparition surprise dans l'émission spéciale de 10 ans le série Miranda : My Such Fun Celebration show last night.
En 2021, il tourne dans une comédie romantique, Players, avec Gina Rodriguez, film original Netflix, sortie le 14 février 2024.
En 2022, il sera à l'affiche d'une nouvelle série sur Hulu, Washington Black, l'adaptation du roman d'Esi Edugyan avec Sterling K. Brown. Il jouera le rôle de Christopher "Titch" Wilde, un inventeur steampunk.
Il prêtera sa voix dans un nouveau dessin animé adapté du jeu Exploding Kittens produit par Netflix.
En 2024, il joue dans la deuxième saison de Tell me lies sur les plates-formes Hulu et Disney+.
En 2025, il décroche un rôle d'agent de la CIA la série du même nom spin off de FBI.

### Vie personnelle
Il a une fille née de sa relation avec Estelle Morgan, Nora, née en mai 2005 .
Il épouse l'actrice Tamzin Outhwaite en 2006. Le 25 juin 2008, elle donne naissance à leur premier enfant, Florence Elsie. Le 20 décembre 2008, le couple participe sur ITV à l'édition de Noël du jeu télévisé All Star Mr & Mrs. Le 2 août 2012, ils accueillent leur deuxième enfant, une fille, prénommée Marnie Mae. Le 29 août 2013, le couple annonce leur séparation, en raison de son infidélité.
En 2015, il rencontre la scénariste américaine Meaghan Oppenheimer (en), lors d'un rendez-vous arrangé, deux ans après le début de leur idylle, ils ont annoncé leurs fiançailles. Tom Ellis et Meaghan Oppenheimer se sont officiellement mariés le 2 juin 2019, dans la Vallée de Santa Ynez (en) en Californie. Le 8 novembre 2023, une mère porteuse donnera pour le couple naissance à une fille prénommée Dolly Ellis-Oppenheimer.

## Filmographie

### Cinéma

#### Longs métrages
- 2001 : Buffalo Soldiers de Gregor Jordan : Squash
- 2001 : Rouge à lèvres et arme à feu de Mel Smith : un policier
- 2003 : I'll Be There de Craig Ferguson : Ivor
- 2004 : Vera Drake de Mike Leigh : un policier
- 2005 : Le Témoin du marié (The Best Man) de Stefan Schwartz : le groom
- 2006 : Calon Gaeth d'Ashley Way : Edward
- 2008 : Miss Conception d'Eric Styles : Zak
- 2019 : Isn't It Romantic de Todd Strauss-Schulson : Dr Todd
- 2024 : Players de Trish Sie
- 2025 : The Thursday Murder Club de Chris Columbus

#### Courts métrages
- 2007 : Would Like to Meet de Trevor De Silva : Le plombier
- 2013 : Walking Stories de Luca Guadagnino : Jarrod
- 2014 : The Place We Go to Hide de Zawe Ashton : Quentin

### Télévision

#### Séries télévisées
- 2000 : Kiss Me Kate : Ben
- 2001 : Jack et le haricot magique (Jack and the Beanstalk : The Real Story) : le grand garçon 1
- 2002 : Linda Green : Marko
- 2002 : Nice Guy Eddie : Frank Bennett
- 2002 : Wild West : Un instructeur
- 2003 : Holby City : David Jones
- 2003 : Spine Chillers : Alex
- 2004 : Messiah : Dr Phillip Ryder
- 2005 : Doctors : Ricky Adams
- 2005 : Inspecteur Barnaby (Midsomer Murders) : Lee Smeeton
- 2005 : Love Soup : Mike
- 2005 : Meurtres en sommeil (Walking the Dead) : Harry Taylor
- 2005 : ShakespeaRe-Told : Claudio
- 2005 : Twisted Tales : Alex
- 2005 - 2006 : No Angels : Justyn
- 2006 : EastEnders : Dr Oliver Cousins
- 2006 : Pulling (en) : Sam
- 2006 - 2007 : Les Flingueuses (Suburban Shootout) : P.C Haines
- 2006 - 2007 / 2009 : The Catherine Tate Show : Sam Speed
- 2007 : Casualty : Joe Kelsall
- 2007 : Doctor Who : Thomas Milligan
- 2008 : Harley Street : Dr Ross Jarvis
- 2008 : Scotland Yard, crimes sur la Tamise (Trial & Retribution) : Nick Fisher
- 2008 : The Passion : Apostle Philip
- 2009 : Monday Monday : Steven
- 2009 - 2010 / 2012 / 2013 - 2015 : Miranda : Gary Preston
- 2010 : Accused : Neil McGray
- 2010 : Dappers : Marko
- 2010 : Merlin : Roi Cenred
- 2011 : Children in Need : Gary Preston
- 2011 : Sugartown : Max
- 2011 : The Fades : Mark
- 2012 : Affaires non classées (Silent Witness) : Père Jacob
- 2012 : Once Upon a Time : Robin de Locksley (saison 2 épisode 19)
- 2012 : Gates : Mark
- 2012 : Playhouse Presents : Bill
- 2012 : The Secret of Crickley Hall : Gabe Caleigh
- 2013 : Hercule Poirot : Inspecteur Bland
- 2014 : Rush : William P. Rush
- 2015 : The Strain : Rob Bradley
- 2015-2021 : Lucifer : Lucifer Morningstar
- 2018 : Queen America : Andy
- 2019 : Flash : Lucifer Morningstar (saison 6, épisode 9 - crossover Crisis on Infinite Earths)
- 2024 : Tell Me Lies : Oliver

##### Téléfilms
- 2001 : Nice Guy Eddie de Douglas Mackinnon : Frank Bennett
- 2001 : The Life and Adventures of Nicholas Nickleby de Stephen Whittaker : John Browdie
- 2003 : Pollyanna de Sarah Harding : Tim
- 2012 : The Preston Passion de Daniel Wilson : Pilate
- 2013 : Gothica d'Anand Tucker : Victor Frankenstein
- 2014 : Under Milk Wood de Pip Broughton : Mr Ogmore

- 2024 : Players de Trish Sie : Nick Russell

## Distinctions

### Récompenses
- 2018 : National Film and Television Award du meilleur acteur dans une série télévisée dramatique pour Lucifer (2015-2021) pour le rôle de Lucifer Morningstar.
- Hollywood Critics Association Awards 2021 : Lauréat du Prix de l'icône dans la pop culture dans une série télévisée dramatique pour Lucifer (2015-2021) pour le rôle de Lucifer Morningstar.

### Nominations
- Festival de télévision de Monte-Carlo 2010 : Nomination au Prix de la Nymphes d'or du meilleur acteur dans une série télévisée comique pour Miranda (2009).
- Teen Choice Awards 2016 : Meilleur acteur dans une série télévisée dramatique pour Lucifer (2015-2021) pour le rôle de Lucifer Morningstar.
- 2021 : Critics' Choice Super Awards du meilleur acteur dans une série télévisée dramatique pour Lucifer (2015-2021) pour le rôle de Lucifer Morningstar.
- 2021 : Critics' Choice Super Awards du meilleur vilain dans une série télévisée dramatique pour Lucifer (2015-2021) pour le rôle de Lucifer Morningstar.
- 2021 : Hollywood Critics Association Awards du meilleur acteur dans une série télévisée dramatique pour Lucifer (2015-2021) pour le rôle de Lucifer Morningstar.
- 2022 : Critics' Choice Super Awards du meilleur acteur dans une série télévisée dramatique pour Lucifer (2015-2021) pour le rôle de Lucifer Morningstar.
- 2022 : Hollywood Critics Association Awards du meilleur acteur dans une série télévisée dramatique pour Lucifer (2015-2021) pour le rôle de Lucifer Morningstar.